# Liu Jiayin
Liu Jiayin (xinès: 刘伽因) (Pequín 1981 -) guionista, documentalista i directora de cinema xinesa. Amb les dues pel·lícules de caracter documental i experimental ha obtingut un important ressò a nivell internacional. Malgrat les diferències d'estil i d'edat se l'ha comparat amb directors de la Sisena Generació com Jia Zhangke, Wang Xiaoshuai, Jie Liu i Wang Quan’an.

## Biografia
Liu Jiayin va néixer el 20 d'agost de 1981 a Pequín (Xina). Gràcies a l'ajuda econòmica que van obtenir els seus pares va poder iniciar els seus estudis a l'Acadèmia de Cinema de Pequín, on va cursar diferents estudis, inicialment al Departament de Literatura (2003 - 2007), on s'hi va quedar per fer de professora sobre diverses temàtiques relacionades amb el cinema. Més tard, el 2017 es va graduar al Departament de Direcció, on va obtenir el doctorat en direcció i teoria de creació documental.

### Carrera cinematogràfica
El seu primer treball, l'any 2002, va ser un curtmetratge de 17 minuts, 火车 (El tren) que va guanyar el premi al Millor Director en el Concurs de Curtmetratges del Festival de Cinema d'Estudiants de la Universitat de Pequín.
El seu primer èxit va arribar amb la seva primera pel·lícula 牛皮, traduïda com a Oxhide. S'ha definit com "documental amb guió". La pel·lícula és una mena d'OVNI que recorre les dificultats que patia la família del directora, i on els seus pares fan el paper dels seus propis papers. El que fa que la pel·lícula sigui especialment original és la manera com es va fer. Consta de 23 plans (un per cada un dels anys de la directora quan el va rodar) filmats amb una càmera digital fixa, en un format que la majoria de vegades no permet captar la imatge com un tot, sinó només una part, deixant l'espectador la llibertat de reconstituir la totalitat per si mateix, guiat pel so, també molt sovint fora de la pantalla. Aquest procés s'adapta especialment a les condicions de l''habitatge dels seus pares de només 50m2, accentuant el seu caràcter claustrofòbic. Va guanyar el FIPRESCI al 55è Festival Internacional de Cinema de Berlín i al 24è Festival Internacional de Cinema de Vacouver.
La referència a Liu s'ha inclòs en la pel·lícula documental Women Make Film del director Mark Cousins que en 40 capítols presenta la feina de 183 directores de cinema. Capítol Cossos (Oxhide) i capítol Casa (Oxhide II).
L'èxit de la pel·lícula va cridar l'atenció sobre Liu Jiayin. La tardor de 2007, la fundació Hubert Bals (vinculada al Festival Internacional de Cinema de Rotterdam) va seleccionar el seu segon projecte de llargmetratge per rebre suport econòmic en el marc de la secció de “pel·lícules digitals”
Amb aquest suport, el 2009 va rodar la seva segona pel·lícula Oxhide II. Igual que en la seva pel·lícula anterior, Oxhide, la directora xinesa es filma a ella mateixa i als seus pares al seu apartament més aviat claustrofòbic amb realisme documental. Utilitza nou posicions fixes de càmera, amb les quals gira en el sentit de les agulles del rellotge al voltant de la taula de la cuina (de manera que l'última presa tingui exactament la mateixa perspectiva que la primera). Els plans, de 5 a 20 minuts de durada, es van fer des de prop, de manera que els tres membres de la família romanen en gran part fora de la pantalla. La història rigorosament minimalista transcorre en temps real, on descriu l'estrès provocat per la celebració del Jocs Olímpics de Pequín i la desaparició imminent de la seva botiga de la família.
Oxhide II és el temps que es necessita per netejar una taula de treball, preparar-hi boles de massa xineses i menjar-les. Mentre es prepara el menjar, els tres parlen de tant en tant sobre els problemes que envolten la seva botiga, amb la dona i la filla parlant seriosament amb el pare. La pel·lícula es va presentar a la secció Quinzena dels directors del 62è Festival Internacional de Cinema de Canes. També ha guanyat premis al Festival de Cinema Digital de Seül i de l'Associació de Cine Asiàtic de Hong Kong.
L'any 2010,va fer un curtmetratge de 18 minuts titulat "607", una història de peixos com un teatre de titelles.
Posteriorment ha filmat Clean and Bright (2011) i 不虚此行 (Bu xu ci xing) (2022).